# Марио Пашалић
Марио Пашалић (Мајнц, 9. фебруар 1995) професионални је хрватски фудбалер који игра на позицији везног играча. Тренутно наступа за Аталанту и за репрезентацију Хрватске.

## Клупска каријера
Пашалић је постао члан омладниске академије Хајдука 2006. године. Свој први меч као професионалац одиграо је 14. априла 2013. против Цибалије. Дана 14. септембра 2013. постигао је два гола у дербију против Динама из Загреба.
Дана 9. јула 2014. године Пашалић је потписао уговор са Челсијем. Иако је био члан Челсија шест година, није одиграо ниједну утакмицу за клуб јер је био на разним позајмицама. Најдуже је играо у Аталанти где је играо две сезоне као позајмљен играч, У Лиги шампиона, постигао је изједначујући гол против Манчестер Ситија који је одигран 6. новембра 2019. године. Дана 22. јуна 2020. године Пашалић је званично постао члан Аталанте.

## Репрезентативна каријера
Играо је за неколико млађих категорија Хрватске, а за сениорску репрезентацију дебитовао је против Кипра. Први гол за репрезентацију постигао је 7. октобра 2020. у пријатељској утакмици против Швајцарске.